# Amminoacil-tRNA

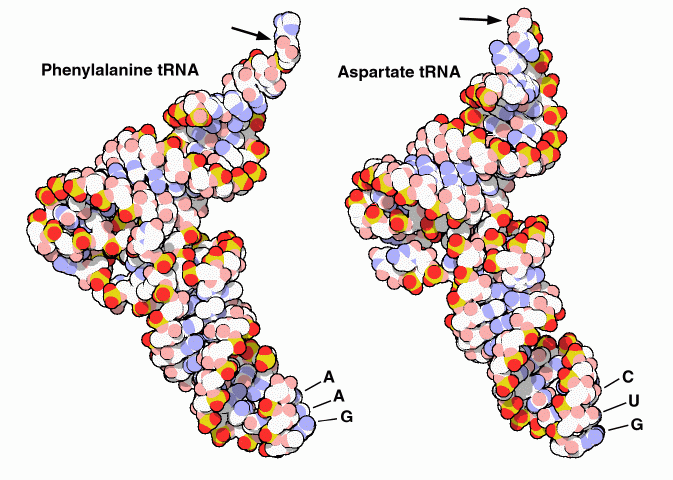
Struttura tridimensionale di due amminoacil-tRNA. Quello a sinistra trasporta fenilalanina, quello a destra aspartato. Si noti che gli amminoacidi (frecce in alto), a confronto con i tRNA che li trasportano, hanno una dimensione molto ridotta. Le tre basi che compongono gli anticodoni sono riportate in basso

Un amminoacil-tRNA è un tRNA amminocilato con un amminoacido, reazione catalizzata da uno specifico enzima amminoacil-tRNA sintetasi (circa 20 tipi diversi) che accoppia covalentemente l'amminoacido corrispondente all'estremità 3' di ciascun tRNA. Prima di essere legato all'estremità 3' di un tRNA ciascun amminoacido è attivato da ATP che vi lega un AMP formando un amminoacido adenilato e liberando pirofosfato. Nella sintesi proteica l'amminoacil-tRNA fornisce l'amminoacido al ribosoma dove verrà incorporato nella catena polipeptidica in formazione.

## Sintesi
L'aminoacil-tRNA è prodotto in due fasi. La prima è l'adenilazione dell'aminoacido, che forma l'aminoacil-AMP:
aminoacido + ATP ↔ aminoacil-AMP + PPi
In secondo luogo, il residuo amminoacido viene trasferito al tRNA:
aminoacil-AMP + tRNA ↔ aminoacil-tRNA + AMP
La reazione netta è:
aminoacido + ATP + tRNA + tRNA ↔ aminoacil-tRNA + AMP + PPi
La reazione netta è energeticamente favorevole solo perché il pirofosfato è idrolizzato; tale reazione è energeticamente molto favorevole e guida le altre reazioni. Tutte queste reazioni avvengono all'interno dell'amminoacil-tRNA sinteticosi specifica per quel tRNA.

## Idrolisi
I diversi aa-tRNA hanno costanti di velocità di pseudo-primo ordine variabili per l'idrolisi del legame estereo tra amminoacido e tRNA. In generale, l'a-tRNA di prolina è risultata la meno stabile mentre l'impedimento sterico del gruppo metilico sul carbonio β di isoleucina e valina tende a stabilizzare i loro aa-tRNA. È stato dimostrato che l'aumento della forza ionica risultante dai sali di sodio, potassio e magnesio destabilizzano il legame aa-tRNA. L'aumento del pH destabilizza anche il legame e modifica la ionizzazione del gruppo amminico di carbonio dell'aminoacido. Il gruppo amminico caricato può destabilizzare il legame aa-tRNA attraverso l'effetto induttivo. Il fattore di allungamento EF-Tu ha dimostrato di stabilizzare il legame.